# Carabus jankowskii
Carabus jankowskii es una especie de insecto adéfago del género Carabus, familia Carabidae. Fue descrita científicamente por Oberthür en 1883.
Habita en China, Corea del Norte, Rusia y Corea del Sur. Las especies son de color negro con el pronoto marrón.